# جاين جنسن
جاين جنسن (بالإنجليزية: Jane Jensen)‏ هي مغنية وممثلة أمريكية، ولدت في 9 ديسمبر 1970 بإنديانابوليس في الولايات المتحدة.

## وصلات خارجية
- جاين جنسن على موقع IMDb (الإنجليزية)
- جاين جنسن على موقع ألو سيني (الفرنسية)
- جاين جنسن على موقع ميوزك برينز (الإنجليزية)
- جاين جنسن على موقع أول موفي (الإنجليزية)
- جاين جنسن على موقع ديسكوغز (الإنجليزية)
- جاين جنسن على موقع قاعدة بيانات الفيلم (الإنجليزية)
- جاين جنسن على موقع كينوبويسك (الروسية)